# Nebet
| nb · t |

| nb · t |

Nebet (en antiguo egipcio, “Señora”) ejerció como visir (chaty) a finales del Imperio Antiguo egipcio, nombrada por el rey Pepi I de la VI dinastía, su yerno. Fue la primera mujer visir de la historia antigua egipcia siendo su sucesora Inenek-Inti; y no hubo otra hasta la XXVI Dinastía.
Era la esposa del noble Khui.
Sus hijas las reinas Ankhesenpepi I y Ankhesenpepi II fueron respectivamente las madres de los faraones Merenre Nemtyemsaf y Pepi II.
Su hijo Djau, dueño de una tumba en Abidos, fue visir para sus sobrinos. Ella es mencionada en su tumba.
La visir Nebet fue contemporánea de Weni el Mayor.